# Triaenodes contartus
Triaenodes contartus är en nattsländeart som beskrevs av Jacquemart och Statzner 1981. Triaenodes contartus ingår i släktet Triaenodes och familjen långhornssländor. Inga underarter finns listade i Catalogue of Life.